# Johan Banér

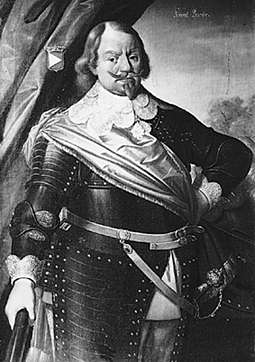
Johan Banér

Johan Banér (Djursholm, 23 giugno 1596 – Halberstadt, 10 maggio 1641) è stato un militare svedese, feldmaresciallo dell'esercito svedese durante la Guerra dei trent'anni.

## Biografia
Johan Banér nacque nel castello di Djursholm, vicino a Stoccolma. Suo padre e suo zio furono giustiziati nel 1600 dal re di Svezia Carlo IX, a causa del loro supporto dato al detronizzato Sigismondo III Vasa; nonostante questo, Banér divenne profondamente amico del figlio di Carlo, Gustavo Adolfo, principalmente grazie al fatto che Gustavo, una volta salito al trono, riabilitò la sua famiglia.
Johan entrò nell'esercito svedese nel 1615, all'età di 19 anni, e durante l'assedio della città russa di Pskov rivelò una notevole dose di coraggio; continuò a distinguersi per le sue azioni durante i conflitti con la Russia e la Polonia, e fu promosso colonnello all'età di 25 anni, nel 1621.
Quando, nel 1630, Gustavo Adolfo sbarcò in Pomerania per intervenire in Germania (vedi la fase svedese della Guerra dei trent'anni), Banér lo seguì come uno dei suoi principali ufficiali, e guidò l'ala destra della cavalleria svedese nella vittoriosa battaglia di Breitenfeld del 1631. Partecipò inoltre alla conquista delle città di Augusta e di Monaco, ed ebbe un importante ruolo nella battaglia di Rain.
Durante il sanguinoso assalto portato dagli svedesi all'accampamento del comandante imperiale Albrecht von Wallenstein, presso l'Alte Veste, Banér fu ferito; in seguito, quando Gustavo si diresse verso Lützen, dove sarebbe stato ferito a morte, Johan fu posto al comando delle forze svedesi operanti in Germania occidentale, contrastate dal generale imperiale Aldringer. Dopo la morte di Gustavo condivise il comando militare delle forze svedesi nell'Impero con Gustav Horn; nel 1634, promosso a feldmaresciallo, procedette in Boemia con un esercito di circa 16.000 uomini, marciando verso Praga con il supporto dell'esercito sassone. Dovette tuttavia abbandonare l'avanzata quando ricevette la notizia della disfatta subita dalle forze combinate di Horn e di Bernardo di Sassonia-Weimar nella battaglia di Nördlingen.
In seguito a questa sconfitta, i protestanti tedeschi firmarono la Pace di Praga, lasciando le forze svedesi in una posizione piuttosto precaria; in questa situazione l'abile condotta di Banér, Carl Gustaf Wrangel e Lennart Torstenson risollevò le sorti del conflitto per la Svezia. Tuttavia, nonostante una spettacolare vittoria conseguita da Banér nella battaglia di Wittstock del 1636, la superiorità numerica degli imperiali lo costrinse a ritirarsi ancora una volta, nel 1637, dietro il fiume Oder, nelle proprie posizioni in Pomerania, dopo avere soccorso con difficoltà la guarnigione della fortezza di Torgau.
Nel 1639 riuscì nuovamente ad avanzare in Germania, sconfiggendo i sassoni nella battaglia di Chemnitz ed avanzando ancora una volta in Boemia. Nell'inverno del 1640-1641 si diresse ad ovest, dove intraprese un'audace operazione sul Danubio. Operando in pieno inverno (fatto inconsueto secondo le abitudini strategiche dell'epoca), si riunì con le forze francesi del conte di Guébriant e attaccò di sorpresa la città di Ratisbona, dove sedeva la Dieta; solo lo scioglimento del ghiaccio che copriva il Danubio ne impedì la cattura. Banér fu quindi costretto a ritirarsi ad Halberstadt, dove, il 10 maggio 1641, morì, dopo avere nominato successore al comando il generale Torstenson. Fu sepolto dai suoi uomini presso Wolfenbüttel.
Banér è giudicato come uno dei migliori dei generali svedesi della guerra; questo fatto è comprovato dalle numerose offerte che gli furono fatte dagli imperiali per passare al loro servizio, offerte che rifiutò sempre. Suo figlio, dopo la sua morte, fu elevato alla dignità di conte.